# Josef Václav z Lichtenštejna
Josef Václav Karel kníže z Lichtenštejna (Joseph Wenzel Karl Fürst von und zu Liechtenstein) (9. srpna 1696 v Praze – 10. února 1772 ve Vídni) byl čtvrtý lichtenštejnský kníže v letech 1712–1718 a 1748–1772. Od mládí sloužil v rakouské armádě a dosáhl hodnosti polního maršála. Za vlády Marie Terezie měl zásadní podíl na modernizaci dělostřelectva. Souběžně se uplatňoval jako diplomat, v letech 1737–1740 byl rakouským velvyslancem ve Francii a v roce 1739 obdržel Řád zlatého rouna.

## Životopis

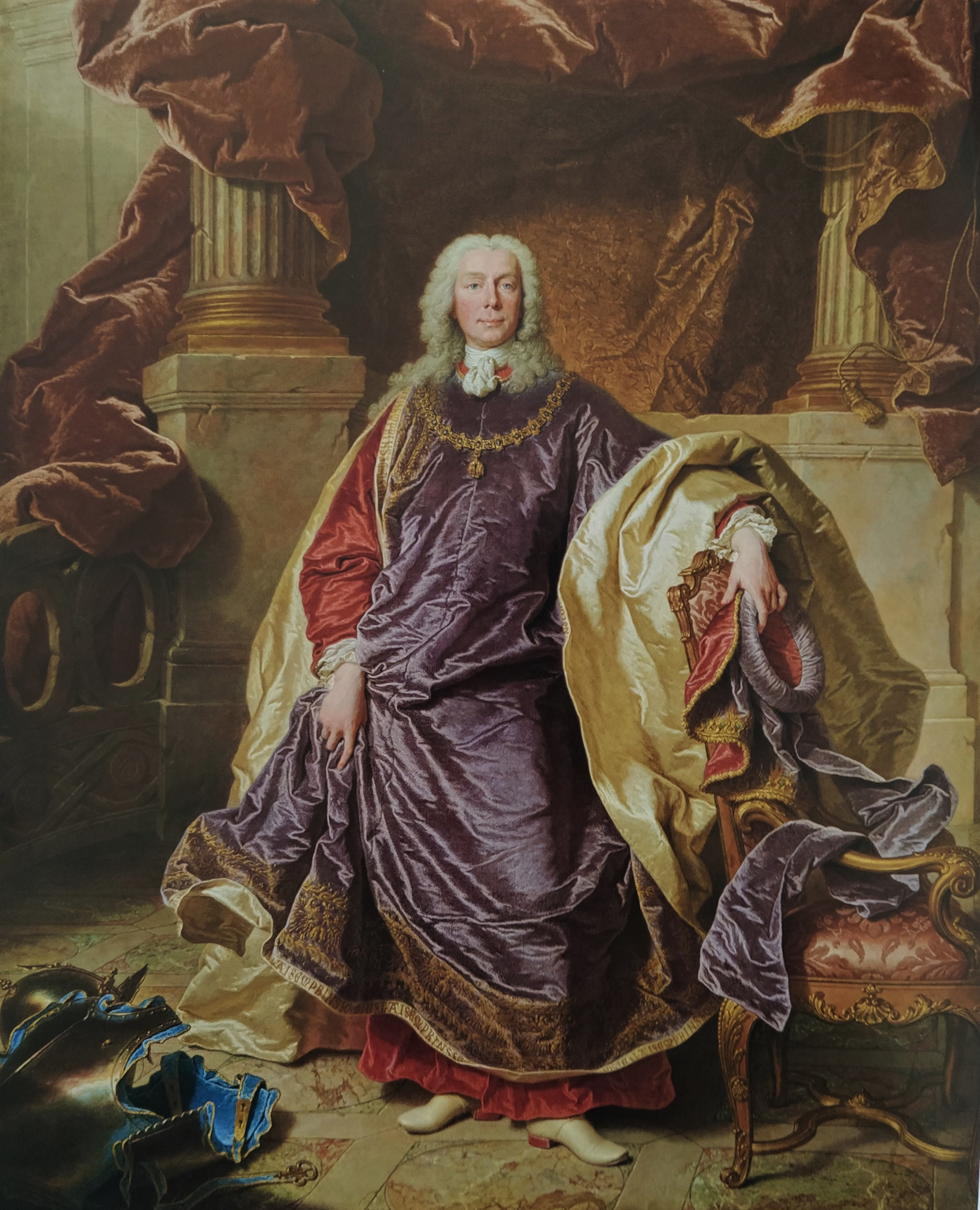
Portrét knížete Josefa Václava z Lichtenštejna v ornátu Řádu zlatého rouna (1740, Hyacinthe Rigaud)

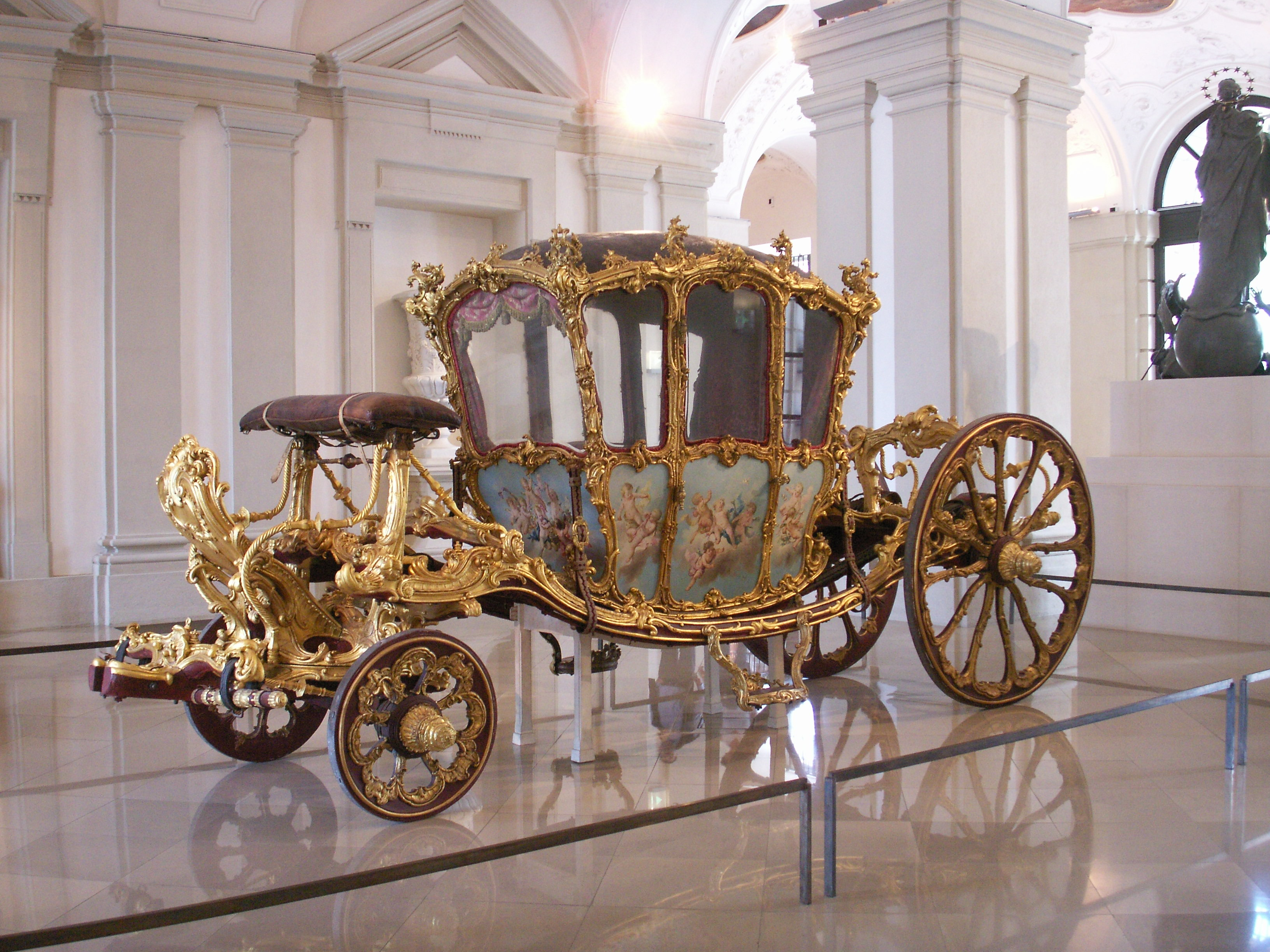
Zlatý kočár knížete Josefa Václava z roku 1738, kterým cestoval do Paříže.

Pocházel z významného knížecího rodu Lichtenštejnů, narodil se v Praze jako nejstarší ze tří synů prince Filipa Erasma z Lichtenštejna (1664–1704), který padl jako polní podmaršál za války o španělské dědictví v Itálii. Matka Kristina Terezie (1665–1730) pocházela z německého rodu Löwenstein-Wertheimů. Po otcově předčasné smrti převzali jeho výchovu významní moravští šlechtici Walter Xaver z Ditrichštejna a Maxmilián Oldřich z Kounic. Princ Josef Václav studoval na Karlově univerzitě a v roce 1716 absolvoval kavalírskou cestu. Procestoval Německo, Nizozemsko, Belgii a delší dobu strávil v Paříži. Studijní pobyt v evropských zemích nedokončil podle plánu, protože po vzoru zemřelého otce toužil po vojenské službě a z Francie pospíchal k armádě Evžena Savojského, s níž se zúčastnil bojů proti Turkům v Uhrách (1716–1718). V této válce dosáhl hodnosti podplukovníka a u armády již zůstal. Za války o polské dědictví byl již generálmajorem (respektive generálním polním vachtmistrem) a v roce 1734 byl povýšen do hodnosti polního podmaršála.
V letech 1735–1736 byl císařským vyslancem v Berlíně, kde se seznámil s pozdějším pruským králem Fridrichem II., s nímž později řadu let vedl přátelskou korespondenci. V letech 1737–1741 zastával důležitou a prestižní funkci císařského velvyslance v Paříži, kde bylo jeho úkolem, aby Francie uznala podmínky pragmatické sankce. To se sice nepodařilo, ale kníže Josef Václav se postu velvyslance u francouzského královského dvora zhostil se vší pompou barokního kavalíra s vynaložením obrovských finančních částek. Během diplomatické mise ve Francii získal v roce 1739 Řád zlatého rouna. Po smrti Karla VI. a přerušení diplomatických styků s Francií vstoupil znovu do armády a v hodnosti generála jezdectva (1739) se zúčastnil války o rakouské dědictví. Bojoval například v bitvě u Chotusic, později měl podíl na tažení do Bavorska. V roce 1745 se stal polním maršálem a generalissimem v Itálii, formálně velel ve vítězné bitvě u Piacenzy, kvůli onemocnění se jí ale nezúčastnil. V rámci tereziánských reforem měl zásadní podíl na modernizaci rakouského dělostřelectva, již částečně financoval z vlastních prostředků. U Týna nad Vltavou nechal vybudovat velkou vojenskou střelnici a technickou laboratoř pro vývoj nových zbrani habsburské monarchie. Pozitivní důsledky jeho reforem v armádě se projevily v sedmileté válce. V roce 1753 byl jmenován vrchním velitelem v Uhrách.
V roce 1760 byl pověřen další důležitou diplomatickou misí. Z Parmy doprovázel do Vídně princeznu Isabelu, budoucí nevěstu císaře Josefa II. V roce 1764 byl hlavním císařským komisařem při volbě a korunovaci císaře Josefa II. ve Frankfurtu.

## Majetkové a rodinné poměry

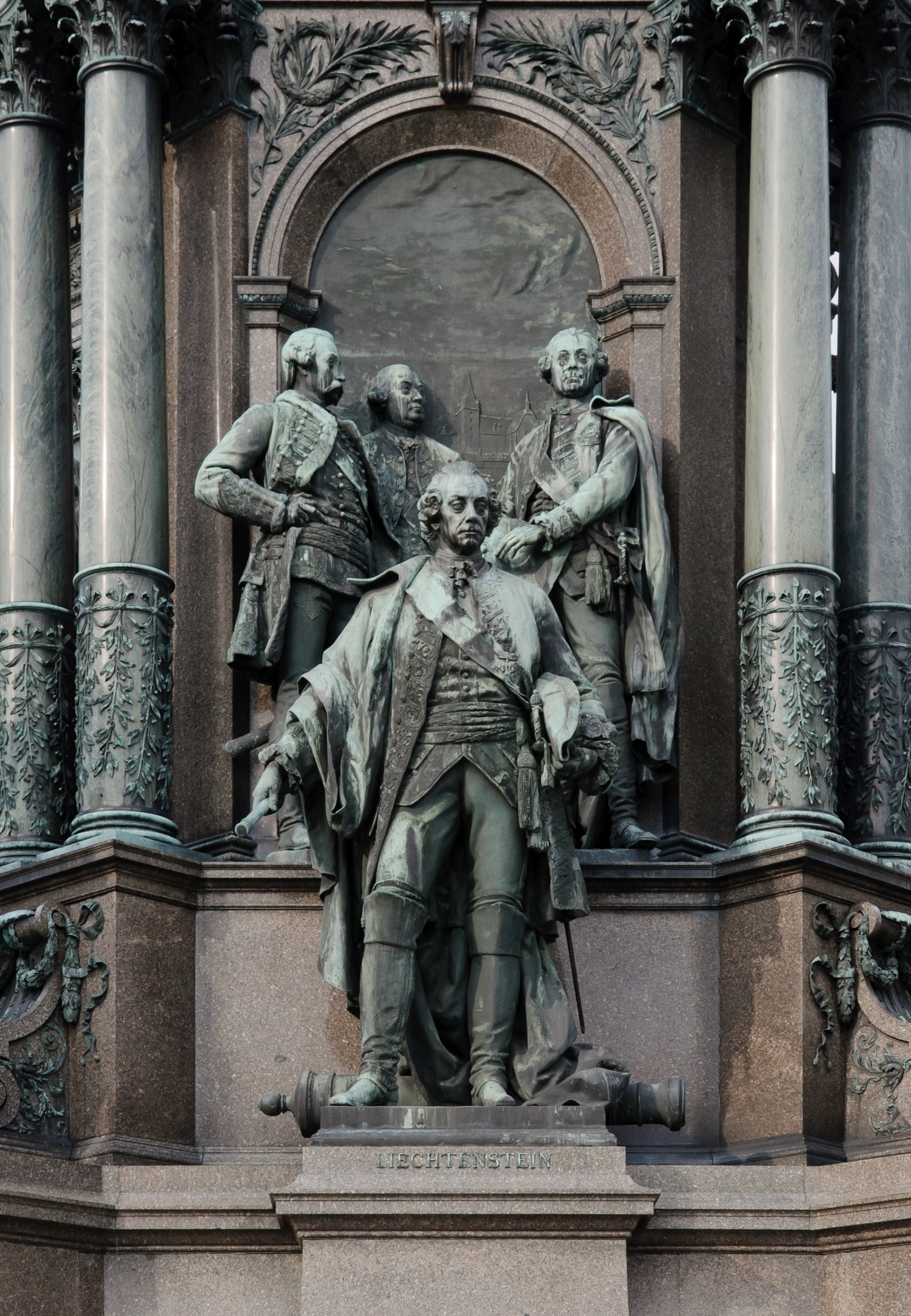
Socha knížete Josefa Václava z Lichtenštejna pod pomníkem Marie Terezie Vídni

Josef Václav z Lichtenštejna byl hlavou lichtenštejnského knížecího rodu třikrát. Nejdříve (po vymření dosavadní vládnoucí rodové větve 1712) ze svého vlastního práva na trůn, protože testamentem knížete Jana Adama I. byl určen jako dědic jeho alodiálního majetku včetně paláců v Praze, Vídni a hodnotných uměleckých sbírek. Tuto část závěti rozporoval Josefův strýc kníže Antonín Florián, což vedlo k dlouholetému soudnímu sporu uvnitř rodiny Lichtenštejnů. Po smrti vládnoucího knížete Josefa Jana Adama vládl jako regent, respektive poručník (1732–1745) za jeho nedospělého syna Jana Nepomuka, po jehož smrti roku 1748 bez mužských dědiců se stal Josef Václav hlavou rodu.
V roce 1758 jednorázově využil svého práva razit vlastní mince jako připomínku 150. výročí povýšení rodiny do českého knížecího stavu. Proslul také jako mecenáš umění. V roce 1732 přijal do svých služeb bývalého schwarzenberského architekta Antona Martinelliho, který dokončil dlouholetou přestavbu zámku ve Valticích. Na ostatních rozsáhlých majetcích na Moravě se jako stavebník angažoval kníže Josef Václav jen výjimečně, doložen je ale například jeho patronát nad vznikem zámecké kaple v Rudě nad Moravou. Naopak z úsporných důvodů došlo k demolici některých velkorysých nedokončených projektů z doby jeho předchůdců (v roce 1756 zboření zámku v Rudolticích).
Pohřben je v rodinné hrobce ve Vranově u Brna.
19. dubna 1718 se Josef Václav oženil se svou sestřenicí Annou Marií (1699–1753), dcerou knížete Antonína Floriána. Anně Marii bylo v době sňatku devatenáct let, byla ale v té době již vdovou po předčasně zemřelém hraběti Janu Arnoštovi z Thun-Hohensteinu (1694–1717). Sňatek s Josefem Václavem byl předem domluvený akt usmíření dědických sporů po Antonínu Floriánovi. Z jejich manželství se narodilo pět dětí, ale všechny zemřely v raném dětství:
- 1. Filip Antonín (6. 6. 1719 Vídeň – 14. 4. 1723 tamtéž)
- Filip Antonín (1720 – 15. 4. 1723)
- Filip Arnošt (1722–1723)
- Marie Alžběta (1724)
- Marie Alexandra (1727)

Dědicem Josefa Václava se stal synovec František Josef I. z Lichtenštejna (1726–1781), syn Josefova mladšího bratra Emanuela (1700–1771).